# وكالة مكافحة المنشطات بالولايات المتحدة
وكالة مكافحة المنشطات بالولايات المتحدة (يوسادا) (بالإنجليزية: United States Anti-Doping Agency (USADA))‏ هي منظمة غير حكومية غير ربحية  501 (ج) (3) :59 والمنظمة الوطنية لمكافحة المنشطات (NADO) للولايات المتحدة. يقع مقرها الرئيسي في كولورادو سبرينغز ، كولورادو.

## وصلات خارجية
- وكالة مكافحة المنشطات بالولايات المتحدة
- ملحق السلامة الآن